# Неєлов Петро Васильович
Петро Васильович Неєлов (рос. Петр Васильевич Неёлов, 1749–1848?) — російський архітектор, придворний архітектор Царського Села; син архітектора Василя Неєлова, брат архітектора Іллі Неєлова.

## Життєпис

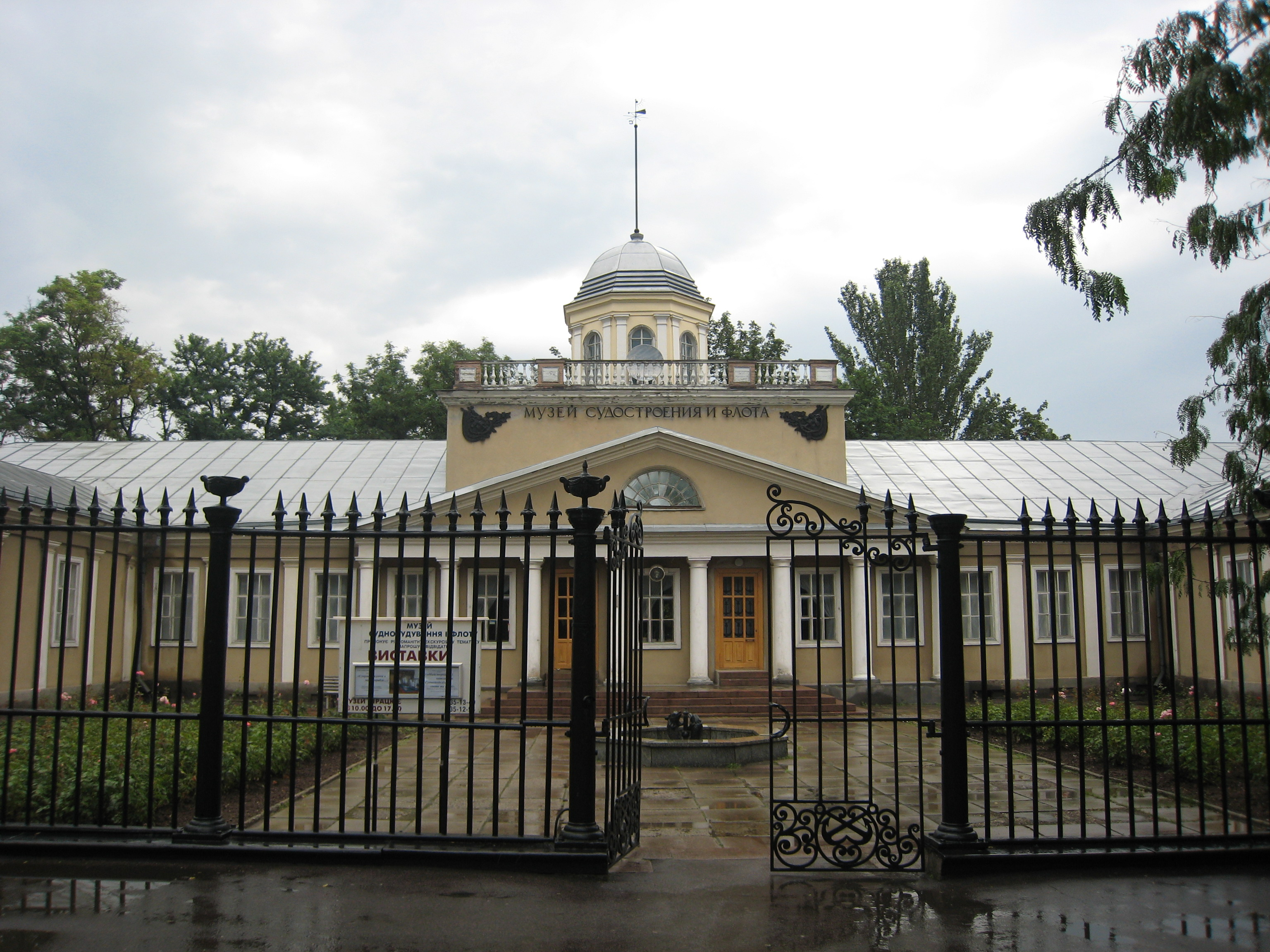
будинок головного командира Чорноморського флоту

- 1762 рік — вступає на службу до Царського Села учнем архітектора.
- 1771 рік — разом з батьком їде до Англії для навчання і ознайомлення із архітектурою англійських парків.
- Протягом 1775–1794 років проходить військову службу в лейб-гвардії Преображенського полку і Петербурзького драгунського полку.
- 1774 — 1775 pp. — працював у Кременчуку, який отримав регулярне розпланування і забудовувався спорудами у стилі класицизму.
- 1791 p. його було переведено у Миколаїв, де він разом з архітектором Вікентієм Ванрезантом забудовував передмістя Богоявленська. Спроектував і спорудив у стилі зрілого класицизму будинок головного командира Чорноморського флоту на вулиці Адміральській у Миколаєві (1793 — 1794 pp.).
- 1793 рік — Одружився в Миколаєві з 14-річною дочкою протоієрея. Зі спогадів його онука: рос. "Бывши в Херсонской губернии, в гор. Николаеве, он влюбился в 14-летнюю дочь протоиерея Савурского и с ней повенчался: невеста принесла с собой множество кукол, а от брака произошло потомство 22 человека детей".[2]
- 1794 рік — обіймає посаду придворного архітектора Царського Села.
- У 1796–1809 роках за його проектом побудований парковий павільйон «Вечірній зал» в Єкатерининському парку[1].